# Rivière Mékinac du Sud
Pour les articles homonymes, voir Mékinac (homonymie).
La rivière Mékinac du Sud est un cours d'eau qui coule dans Grandes-Piles, Hérouxville et Saint-Tite, dans la municipalité régionale de comté (MRC) de Mékinac, région administrative de la Mauricie, Québec, Canada.

## Géographie
Cette rivière comporte deux sources principales dans les Laurentides, à Grandes-Piles :
- le lac Gabriel, dont les eaux se déversent successivement dans le lac de la Bouteille et le lac à la Truite. Entre l'embouchure du lac Gabriel et la baie nord du lac à la Truite, les eaux descendent sur 2,9 km ; les eaux traversent alors ce dernier lac sur toute sa longueur, soit 900 m.
- les deux lacs Jean-Baptiste, dont les eaux se déversent successivement dans le lac des Caribous, un petit lac non identifié, le lac Gagnon (long de 580 m) et le lac à la Truite (900 m de longueur incluant la baie au nord et 700 de largeur). Ce dernier lac reçoit aussi les eaux du lac du Castor du côté sud-ouest. Entre l'embouchure du lac Jean-Baptiste (le plus haut) et l'embouchure du lac à la truite le courant descend sur 4,4 km, incluant un parcours de 300 m. en traversant ce dernier lac.

Cours supérieur
À partir du lac à la Truite, les eaux descendent sur un kilomètre pour se déverser dans le lac Tavibois (longueur: 400 m; altitude: 205 m) à Grandes-Piles, situé dans le domaine Tavibois. Un barrage de retenu a été aménagé à son embouchure avec contrôle automatisé du niveau des eaux; ce barrage est situé sur la limite entre Grandes-Piles et Hérouxville. Après ce barrage, les eaux traversent une chute pour se déverser 50 m plus loin vers le sud-est dans le lac Léo (longueur: 140 m; altitude: 186 m) lequel comporte un petit barrage à son embouchure. Ce lac se déverse vers l'est dans le lac Tessier (longueur: 0,84 km; 181 m) que le courant traverse sur 1,0 km vers le nord. Le lac recueille un ruisseau (venant du nord) lequel draine le versant ouest de la montagne Le Chaudron (altitude: 173 m) laquelle chevauche la limite de Saint-Tite et d'Hérouxville, presque à la limite de Grandes-Piles.
À partir du barrage à l'embouchure du lac Tessier, le courant repart vers le nord-est sur 0,5 km, soit vers la montagne Le Chaudron, avant de tourner vers le sud-est pour descendre sur 0,4 km en coupant le Chemin des Petites-Forges, jusqu'à un ruisseau (venant du nord-est). De là, le cours de la rivière se dirige vers le sud sur 1,6 km d'abord en formant des serpentins, puis en traversant le Petit lac du Castor (longueur: 0,6 km; altitude: 174 m) et très étroit), jusqu'au barrage situé à son embouchure, soit au sud du lac. Une trentaine de chalets encercle le Petit lac du Castor.
À partir de ce dernier barrage, le courant descent vers le sud-est, traverse vers le nord un petit lac étroit (longueur: 0,9 km; altitude: 164 m) jusqu'au petit barrage à son embouchure. De là, le courant se dirige sur 1,65 km vers l'est en formant deux crochets, l'un vers le nord, l'autre vers le sud, jusqu'à la décharge (venant du nord) d'un lac. Puis le courant se dirige sur 2,4 km, d'abord sur 0,8 km vers le sud jusqu'à un ruisseau (venant du sud), puis sur 1,0 km vers l'est en traversant le lac Ayotte (longueur: 0,7 km; altitude: 151 m) dont le barrage est situé dans le camp Val Notre-Dame, puis sur 0,6 km vers le sud-est jusqu'à l'embouchure du ruisseau Rouille (venant du sud).
Cours inférieur
De là, la rivière se dirige vers le nord-est sur 650 m où elle traverse la limite de Saint-Tite. Puis la rivière parcourt un autre 2,5 km en zone pour couper la route 159. Et l'embouchure de la rivière Mékinac du Sud est 200 m plus loin, alors que les eaux se déversent dans la rivière Mékinac du Nord.
Sur presque tout son parcours environ 13,2 km (mesuré par l'eau) à partir de l'embouchure du lac à la Truite (ou 17,9 km à partir du lac Jean-Baptiste), la rivière coule surtout en milieu forestier. En somme, la rivière parcourt 6,1 km dans Grandes-Piles, 9,2 km dans Hérouxville à cause des serpentins et 2,7 km dans Saint-Tite.

## Toponymie
Le toponyme rivière Mékinac du Sud a été officialisé le 5 décembre 1968 à la Banque des noms de lieux de la Commission de toponymie Québec.

## Photos

Rivière Mékinac du Sud
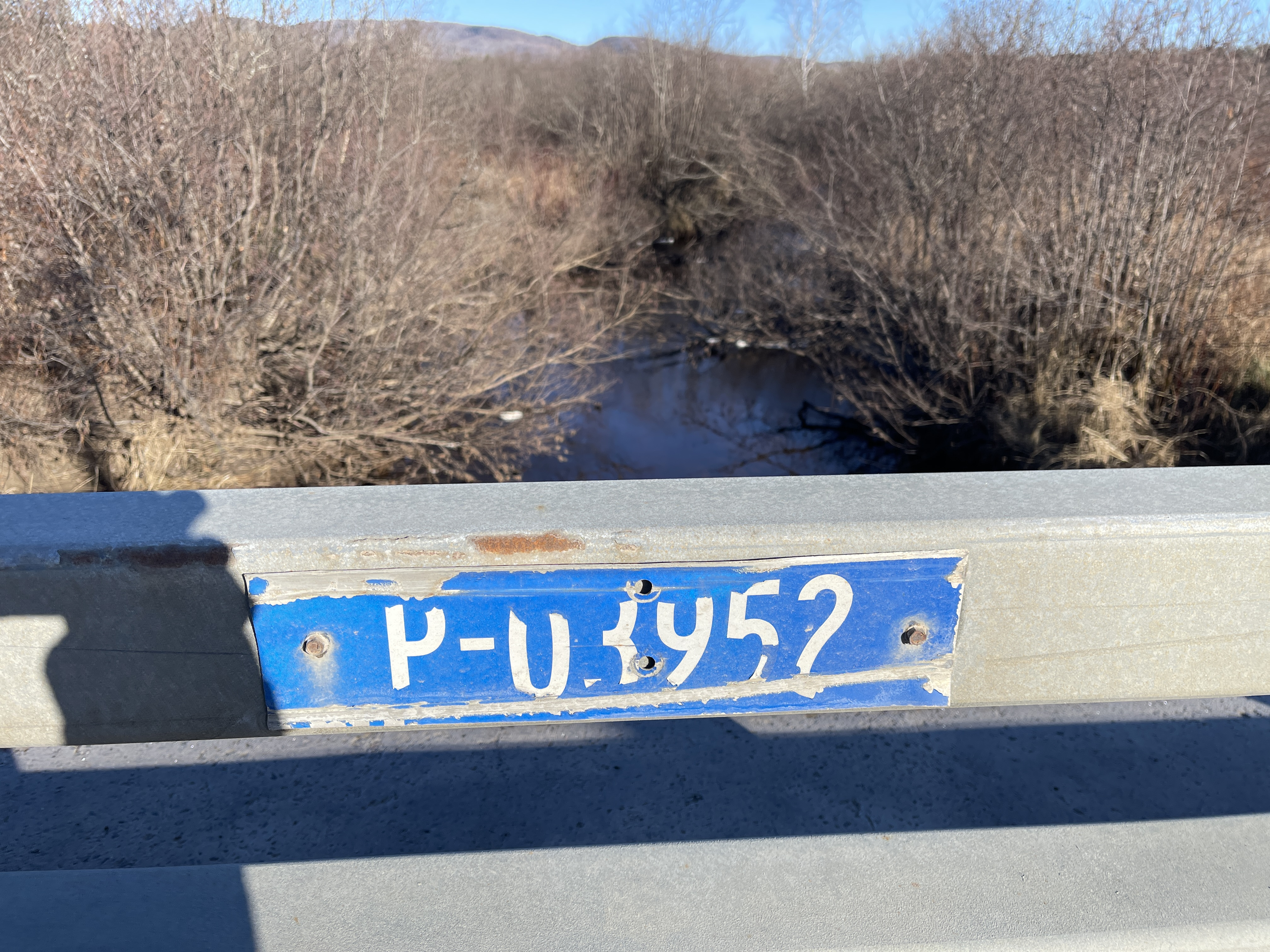
Panneau sur le pont P-03952[5], portique béton armé, sous remblai (1948), route 359, Saint-Tite
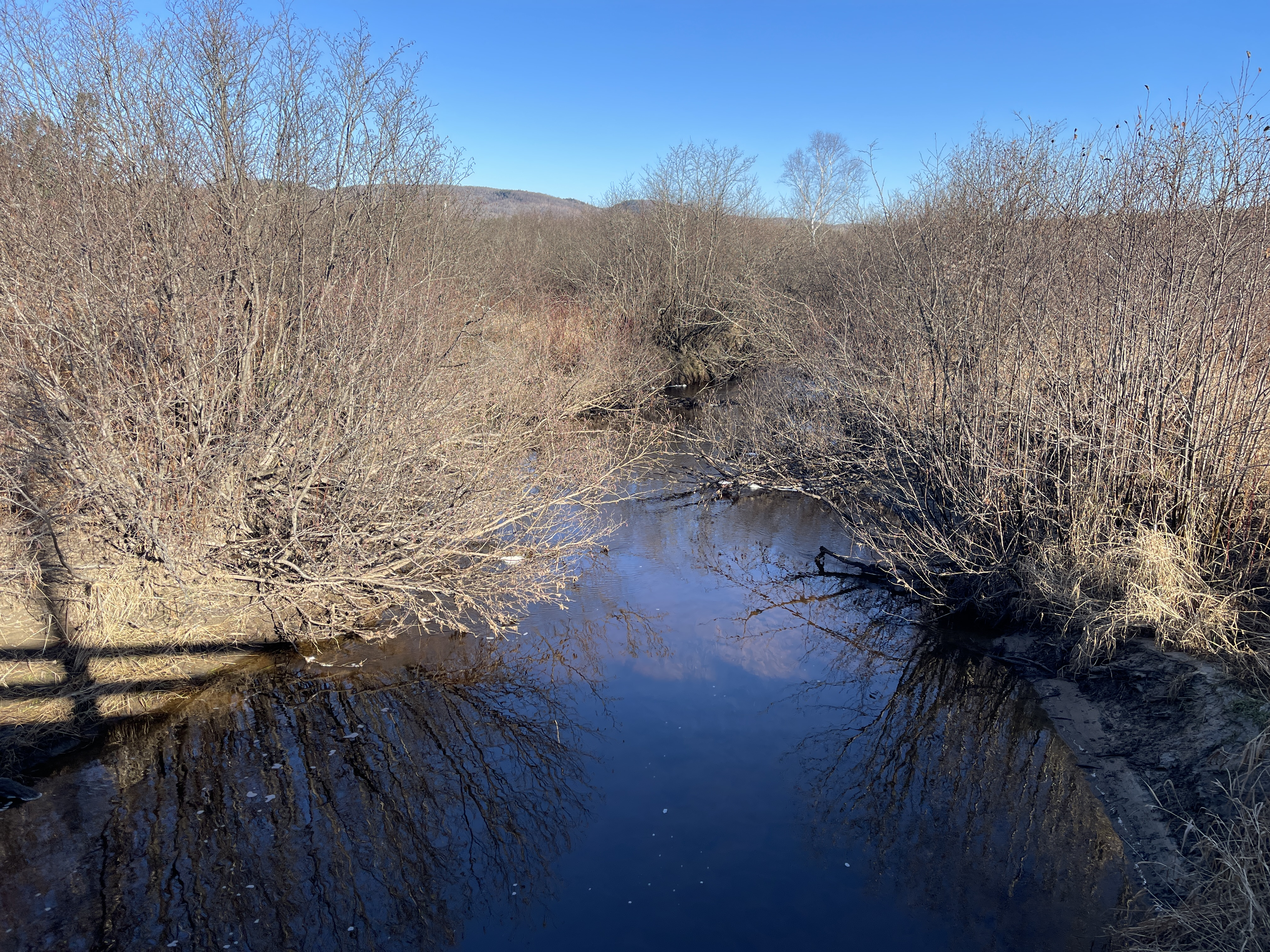
Du  pont P-03952, portique béton armé, sous remblai (1948), route 359, Saint-Tite
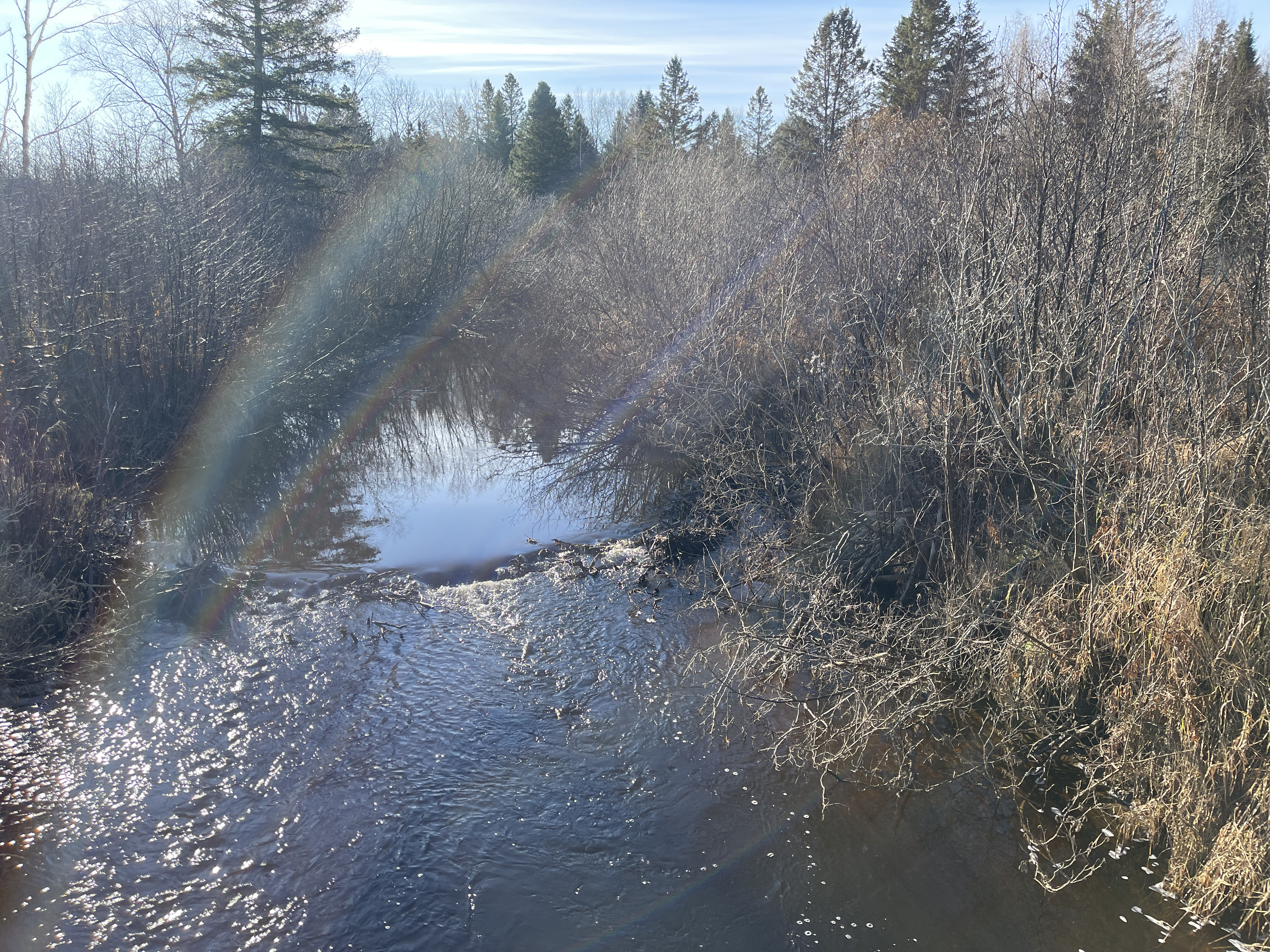
Du  pont P-03952, portique béton armé, sous remblai (1948), route 359, Saint-Tite
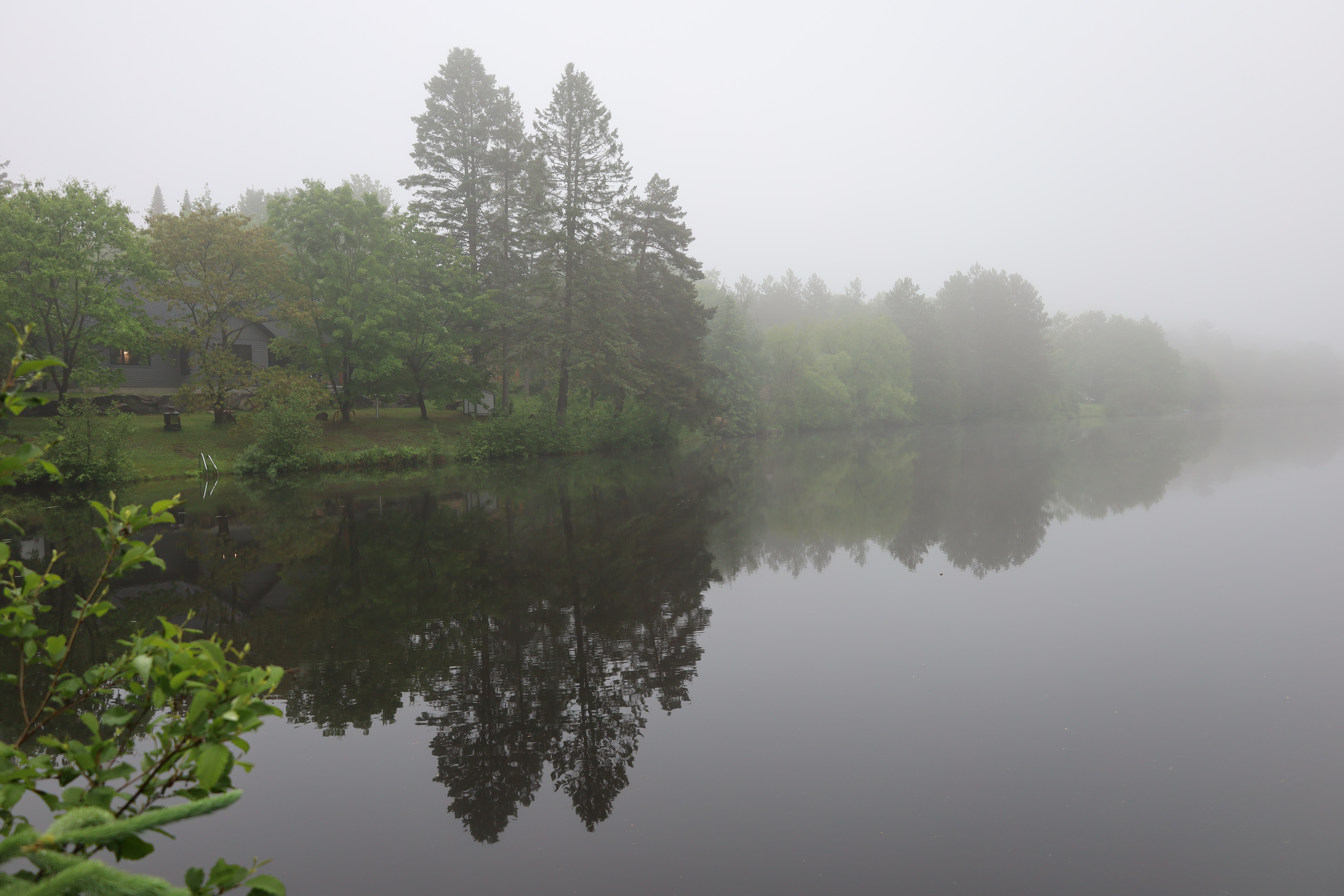
Chemin du Petit lac du Castor, Hérouxville